# Чирва Іван Сергійович
Іван Сергійович Чирва (17 листопада 1918, село Андріївка, тепер Волноваського району Донецької області — 7 липня 1982, місто Сімферополь) — український радянський діяч, 2-й секретар ЦК ЛКСМУ, секретар Кримського обкому КПУ. Кандидат історичних наук (1963), доцент (1967). Депутат Верховної Ради УРСР 3-го скликання.

## Біографія
Народився в родині селянина-бідняка. Закінчивши семирічну школу, поступив до Луганського технікуму радянської торгівлі. У 1934 році вступив до комсомолу.
У 1936—1937 роках — викладач товарознавства школи технічного навчання Краснолиманської райспоживспілки Донецької області.
У 1937 році закінчив Ворошиловградський технікум радянської торгівлі.
У 1937 році — інструктор організаційного відділу Донецької облспоживспілки.
З вересня 1937 року — в Червоній армії.
У 1938—1940 роках — викладач товарознавства навчального комбінату Сталінського обласного управління торгівлі; вчитель історії 37-ї неповної середньої школи міста Сталіно.
У листопаді 1940—1941 роках — інструктор відділу пропаганди Сталінського обласного комітету комсомолу (ЛКСМУ).
У липні 1941 — 1943 року — у Червоній армії. Учасник німецько-радянської війни з липня 1941 року. Служив заступником політичного керівника роти 2-ї запасної стрілецької бригади Уральського військового округу, помічником начальника штабу із розвідки 126-го гвардійського артилерійського полку 55-ї гвардійської стрілецької дивізії 56-ї армії Північно-Кавказького та Закавказького фронтів. У вересні 1942 року був важко поранений, а потім демобілізований із армії.
Член ВКП(б) з 1942 року.
У травні 1943 — грудні 1946 року — секретар Харківського обласного комітету ЛКСМУ; секретар Сталінського обласного комітету ЛКСМУ із пропаганди та агітації.
27 грудня 1946 (затв. у лютому 1947) — офіційно лютий 1950 року — 1-й секретар Львівського обласного комітету ЛКСМУ.
16 грудня 1949 року був рекомендований Політбюро ЦК КП(б)У на посаду завідувача відділу пропаганди і агітації Львівського обласного комітету КП(б)У, але в лютому 1950 року рішення було скасоване.
У лютому 1950—1952 роках — 2-й секретар ЦК ЛКСМУ.
У 1952—1955 роках — слухач Вищої партійної школи при ЦК КПРС.
У 1955—1956 роках — завідувач сектора агітації відділу пропаганди ЦК КПУ.
14 грудня 1956 — 9 січня 1963 року — секретар Кримського обласного комітету КПУ з питань ідеології. 9 січня 1963 — 4 грудня 1964 року — секретар Кримського промислового обласного комітету КПУ з питань ідеології.
У 1964—1971 роках — проректор з наукової роботи Сімферопольського державного університету імені Фрунзе. З 1971 до липня 1982 року — завідувач кафедри історії Української РСР Сімферопольського державного університету імені Фрунзе.

## Звання
- гвардії капітан

## Нагороди
- орден Леніна (28.10.1948)
- орден Вітчизняної війни ІІ ст. (14.04.1945)
- орден Трудового Червоного Прапора
- орден «Знак Пошани» (23.01.1948)
- медалі